# Jane und der Drache
Jane und der Drache (Originaltitel: Jane and the Dragon) ist eine kanadisch-neuseeländische 3D-Animationsserie. Die Handlung basiert auf den gleichnamigen Büchern von Martin Baynton.

## Handlung
Die junge Jane wächst auf Kippernia Castle auf, wo sie als Hofdame eine strenge Ausbildung zur Ritterin durchläuft. Ihr bester Freund ist ein großer und grüner Drache, welcher trotz seiner 300 Jahre ein noch sehr junger und verspielter Zeitgenosse ist.

## Produktion und Ausstrahlung
Die Serie wurde ursprünglich auf YTV in Kanada und ABC in Australien ausgestrahlt. In Deutschland wurde die Serie erstmals 2009 auf KIKA ausgestrahlt. Produziert wurde zwischen 2005 und 2006 und es sind 26 Folgen entstanden. Regie führte Mike Fallows und Motion-Capture-Regisseur war Peter Salamon.

## Synchronisation
Die deutsche Synchronfassung von Jane und der Drache wurde vom Tonstudio Blackbird Music in Berlin produziert. Hans-Jürgen Dittberner übernahm die Dialogregie für das Projekt.
| Rolle                                  | Deutscher Sprecher | Originalsprecher   |
| -------------------------------------- | ------------------ | ------------------ |
| Jane Turnkey                           | Yvonne Greitzke    | Tajja Ilsen        |
| Der Drache                             | –                  | Adrian Truss       |
| Jethro 'Smithy' Junior                 | Filipe Pirl        | Alex House         |
| Verbena 'Pepper' Salter                | Julia Stoepel      | Sunday Muse        |
| Prinzessin Lavinia Pernilla Kippernook | Valentina Bonalana | Isabel de Carteret |

## Episodenliste
| Nr. | Titel                           | Originaltitel                   | Deutschsprachige Erstausstrahlung |
| --- | ------------------------------- | ------------------------------- | --------------------------------- |
| 1   | Die Ritterprüfung               | Tests and Jests                 | 18. Nov. 2009                     |
| 2   | Die Zahnfee                     | Tooth Fairy                     | 19. Nov. 2009                     |
| 3   | Mit den Waffen eines            | Justice                         | 20. Nov. 2009                     |
| 4   | Das Ringelschwänzchen           | A Dragon’s Tail                 | 23. Nov. 2009                     |
| 5   | Der königliche Ball             | Shall We Dance?                 | 24. Nov. 2009                     |
| 6   | Das neue Königreich             | The Offer                       | 25. Nov. 2009                     |
| 7   | Nach Drachenregeln              | Dragon Rules                    | 26. Nov. 2009                     |
| 8   | Der Narrentag                   | All Fools Day                   | 27. Nov. 2009                     |
| 9   | Des Drachen Wundergesang        | Dragon Diva                     | 30. Nov. 2009                     |
| 10  | Das königliche Kinderhüten      | Adventures in Royal Babysitting | 1. Dez. 2009                      |
| 11  | Drei sind einer zu viel         | Three’s a Crowd                 | 2. Dez. 2009                      |
| 12  | Das Schweine-Problem            | A Pig of a Problem              | 3. Dez. 2009                      |
| 13  | Eine Frage der Schönheit        | A Thing of Beauty               | 4. Dez. 2009                      |
| 14  | Die Drachen-Runen               | Rune                            | 7. Dez. 2009                      |
| 15  | Das Geheimnis des Schwertes     | Foul Weather Friends            | 8. Dez. 2009                      |
| 16  | Die Drachenallergie             | Dragonphobia                    | 9. Dez. 2009                      |
| 17  | Stolz und Niesattacken          | Pride and Pollen                | 10. Dez. 2009                     |
| 18  | Der Irrgarten                   | Knight Light                    | 11. Dez. 2009                     |
| 19  | Das Leid der Väter              | Fathers                         | 14. Dez. 2009                     |
| 20  | Die Erdbeer-Verschwörung        | Strawberry Fool                 | 15. Dez. 2009                     |
| 21  | Des Königs gelangweilter Gaumen | Go West Young Gardener          | 16. Dez. 2009                     |
| 22  | Geheime Gerüchte                | Mismatched                      | 17. Dez. 2009                     |
| 23  | Das Drachen-Ei                  | Dragon Egg                      | 18. Dez. 2009                     |
| 24  | Die Ritter des Königs           | King’s Knight                   | 21. Dez. 2009                     |
| 25  | Der Letzte seiner Art           | The Last of the Dragonslayers   | 22. Dez. 2009                     |
| 26  | Die Treibjagd                   | For Crying Out Loud             | 23. Dez. 2009                     |